# Caricatura

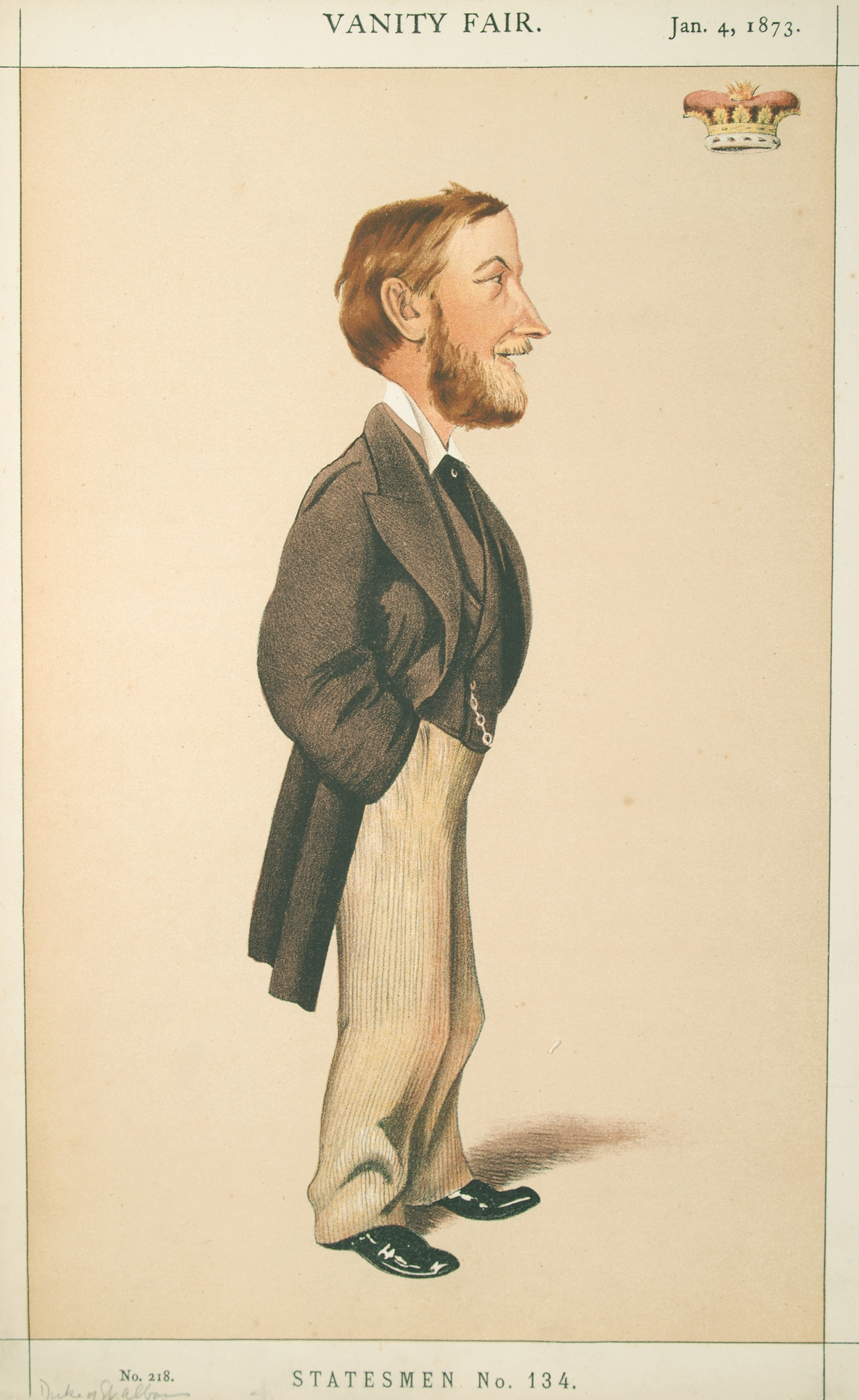
Caricatura del 1873.

Una caricatura és un dibuix humorístic que destaca i magnifica els trets distintius d'allò retratat, usualment rostres de persones. Caricatura prové del terme italià caricare, que vol dir exagerar. Els primers d'utilitzar-lo i, per tant, se'ls considera pares de la criatura, foren els germans Carracci, pintors gairebé contemporanis de Leonardo Da Vinci, que també dibuixà caricatures, seguint la teoria que el dibuix i l'art han de cercar la veritat que s'amaga darrere les coses, i que tant es pot fer pel camí d'exagerar les coses bones, com la bellesa, que és el que s'ha fet majoritàriament, com per l'altra banda, exagerant les coses dolentes, del que en surt la imatge grotesca que conforma la caricatura.

## Història

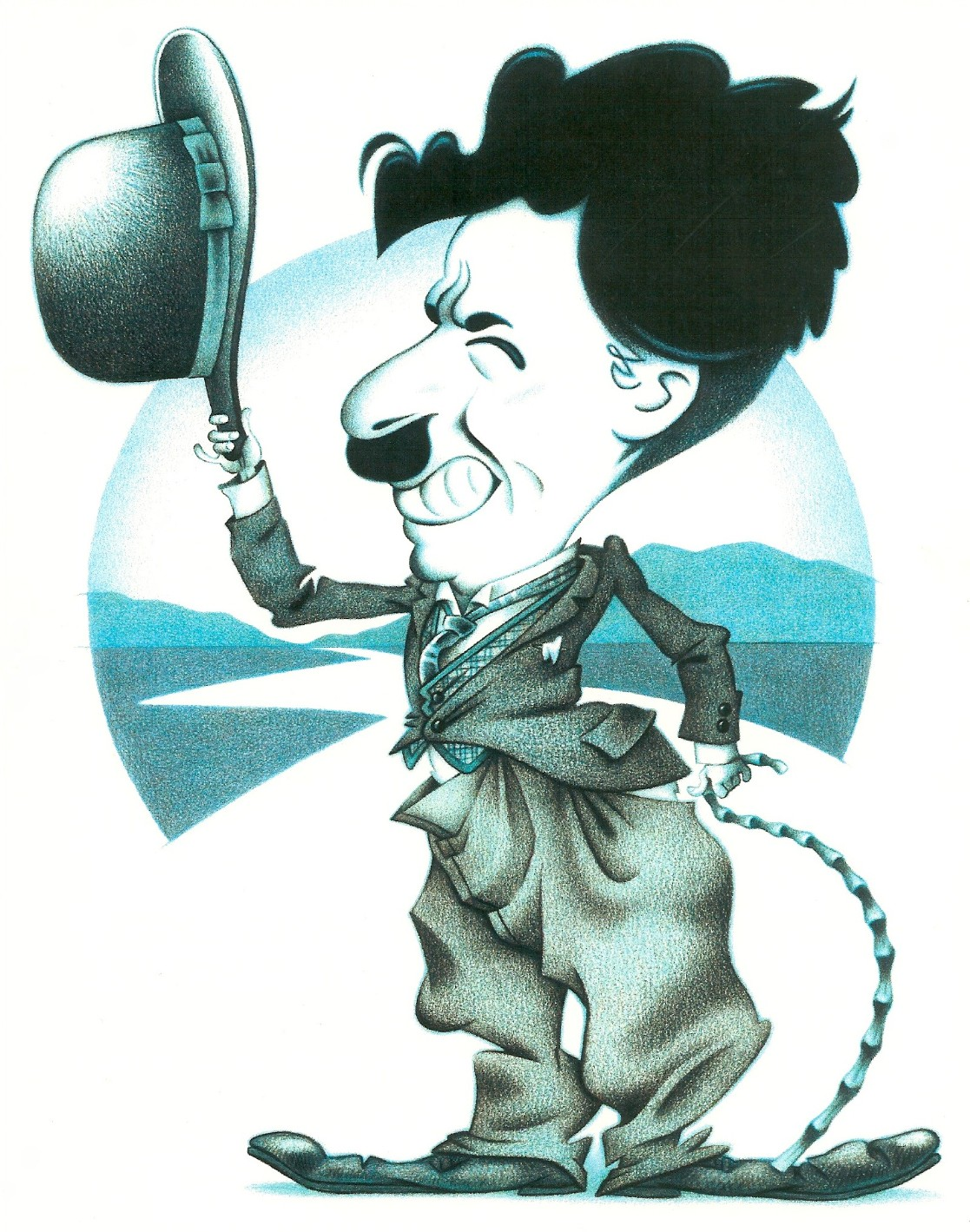
El comediant Charlie Chaplin.

En sentit modern es pot considerar que la caricatura va néixer a Bolonya a finals del segle xvi a l'escola d'art fundada per una família de pintors, els Carracci. Els estudiants d'aquesta acadèmia es divertien fent retrats dels visitants sota l'aparença d'animals o objectes inanimats, s'hi afegí fins i tot Gian Lorenzo Bernini. El gravador Pier Leone Ghezzi, que treballava a Roma, va continuar aquesta tradició i, per un mòdic preu caricaturitzava als turistes. El que aquests artistes italians feien eren retrats humorístics per a ús privat i gairebé mai resultaven satírics o maliciosos, en aquest sentit Giandomenico Tiepolo també va immergir-se en el gènere de la caricatura.
Un gran nombre d'artistes s'han interessat per aquesta deformació en negatiu, però en destaquen les imatges grotesques del Cranach, Brueghel, El Bosch, Holbein, Durer, i el mateix Leonardo.
Més tard, els anglesos van adaptar la paraula italiana per designar un dibuix grotesc amb una càrrega satírica, i batejaren com a caricatura les imatges que produïren els dibuixants que es dedicaven a criticar la societat, mostrant-ne els pitjors aspectes. A través d'aquesta sàtira gràfica, pretenien donar un impuls moral a la societat. Els grans caricaturistes anglesos són Hoogarth, Ensor, Gillray, Rowlanson, i Cruikshank, als quals seguiran els mestres francesos que Charles Philipon va reunir al voltant de la publicació La Caricature (1825) i Le Charivari (1832): Daumier, Gavarni, Grandville, o Doré, entre d'altres.
A Espanya, caricaturista en aquesta antiga accepció de la paraula, tan sols hi destaca Goya, que realitzà una sàtira ferotge amb els seus gravats. Resulta que fins aquell moment, el mot caricatura era sinònim del que avui entenem com a humor gràfic. Es tracta d'imatges amb una càrrega satírica, normalment amb una vinyeta, i que combinen un petit text amb una imatge transgressora. La història de la caricatura en aquest sentit, és la mateixa que la de l'humor gràfic i lligada en cera mesura a la premsa groga.
L'accepció moderna de caricatura no es correspon amb l'antiga. Actualment, per a caricatura s'entén el retrat d'una persona, sintetitzant o exagerant-ne els trets i les faccions per aconseguir un efecte còmic, satíric o purament estètic, tres objectius ben diferents, que condicionen l'estil. Per començar una caricatura ha de tenir un referent real, un personatge que hem de reconèixer gràcies a la interpretació del dibuix. En anglès es distingeix el terme "portrait-chargé" del "cartoon", el primer es correspondria amb el concepte de caricatura i el segon amb el d'humor gràfic, tot i que també es fa servir per parlar dels dibuixos animats, que és una altra història gairebé més relacionat amb el cinema que no pas amb el que tractem aquí.
Catalunya ha estat una terra especialment fèrtil en caricaturistes. Des de Tomás Padró i Manel Moliné, que realitzaven les caricatures segons l'escola francesa de grans caps i cossos petits, amb dibuix molt acadèmic, passem a una generació de caricaturistes renovadors, com l'Apa (pseudònim de Feliu Elias), o Picarol (Pseudònim de Josep Costa), fins a arribar a Lluís Bagaría, gran modernitzador del gènere, que va canviar-ne el concepte. La caricatura fins aleshores es limitava a exagerar, ell va començar a simplificar. La caricatura sintètica, molt més intelectualitzada, és la forma més avançada i moderna de grafisme.

## Segle XX
A principis del segle xx, els grans modernitzadors de la caricatura, entesa com a retrat, foren els que s'allunyaren de les formes del dibuix acadèmic, i donaren valor a la línia, al traç per transmetre el caràcter, l'essència del personatge, més que no pas la simple forma.
Les obres dels dibuixants Olaf Gulbransson a alemanya, Márius de Zayas, Miguel Covarrubias, Al Frueh i Paolo Garretto als Estats Units, Sem (pseudònim de Georges Coursat) a França, Max Beerbohm a la Gran Bretanya i Bagaria a Espanya, renoven el panorama, trencant amb els plantejaments estètics acadèmics i estableixen les bases de la caricatura moderna. Amb aquests nous recursos, que incorporen al retrat caricaturesc els plantejaments dels moviments artístics d'avantguarda, com el cubisme o el futurisme, la nostra terra dona grans valors, malauradament pendents de reivindicar: Jacint Bofarull, Salvador Mestres, Josep Escobar (abans que es dediqués a dibuixar en carpanta i Zipi y Zape), Niko (pseudònim de Nicolás Martínez), Josep Maria de Martín, Joaquim Muntañola, Josep Maria Serra, Marc Sitges…
L'aparició al panorama caricaturesc del dibuixant nord-americà David Levine, que recuperava l'estil megacefalopòdic del segle passat, feu que a partir dels anys seixanta convisquessin les dues tendències dins la caricatura. Parteixen del grafisme de Levine els estils, per exemple, de Miquel Ferreres, i també de Joan Vizcarra (www.vizcarra.info) (encara que segueix més l'estela del teutó Krüger) o dels dibuixants Guillén, Manel Puyal, El Gat Invisible o Trallero d'A. Just a l'altra banda, pel que fa a la concepció estètica, hi ha les caricatures de Toni Batllori i Tàssies, que deixen de banda el model naturalista, per endinsar-se cadascú en el seu camí estilístic, amb troballes sorprenents. Tirant per un camí del mig, que podríem anomenar de naturalisme sintètic, hi ha les caricatures des de Joaquim Muntañola i Gin (pseudònim de Jordi Ginés), a les obres d'Espinosa, Ismael, Kap (pseudònim de Jaume Capdevila), Farruqo o Ant (pseudònim d'Anthony Garner), cadascú per la seva banda i treballant en el seu propi i característic estil.
Si bé molts caricaturistes també dibuixen acudits a la premsa, també hi ha grans acuditaires de premsa que no són caricaturistes.